# Dhund
Pour plus de détails, voir Fiche technique et Distribution.
Dhund est un film indien réalisé par Baldev Raj Chopra, sorti en 1973, adapté de la pièce de théâtre Le Visiteur inattendu d'Agatha Christie.

## Fiche technique
- Titre : Dhund
- Réalisation : Baldev Raj Chopra
- Scénario : Akhtar-Ul-Iman, Akhtar Mirza et C.J. Pavri, d'après la pièce de théâtre Le Visiteur inattendu d'Agatha Christie
- Direction artistique : Sant Singh
- Costumes : Bhanu Athaiya et V. Scharwachter
- Photographie : Dharam Chopra
- Montage : Pran Mehra
- Musique : Ravi
- Production : Baldev Raj Chopra
- Sociétés de production : B.R. Films et United Producers
- Société de distribution : All-India Film Corporation
- Pays d'origine : Inde
- Langue originale : hindi
- Format : couleur — son mono
- Genre : Thriller et drame
- Durée : 130 minutes
- Dates de sortie :
  -  Inde : 13 février 1973

## Distribution
- Navin Nischol : Chandrashekhar / Prakash
- Zeenat Aman : Rani Ranjit Singh
- Sanjay Khan : Avocat Suresh Saxena
- Danny Denzongpa : Thakur Ranjit Singh, le mari estropié
- Madan Puri : Inspecteur Joshi
- Nana Palsikar : le juge
- Deven Verma : Banke Lal, un serviteur
- Ashoo
- Jagdish Raj : Inspecteur Bakshi
- Prem Sagar
- Ashok Kumar : Procureur général Mehta
- Urmila Bhatt : Mrs. Singh
- Ramesh
- Sunil Dhawan
- Chand Kapoor
- Lala Nazir
- Uma Dhawan
- Padma Khanna : Invité vedette
- Jayshree T. : Danseuse en bleu dans la chanson « Jo Yahan Tha »